# Liste der kommunistischen Parteien der Türkei
Diese Liste enthält eine Aufzählung kommunistischer Gruppen, Parteien und Organisationen in der Türkei.
Es wurden dabei sowohl bestehende als auch historische Gruppen berücksichtigt, außerdem auch solche, die später nicht mehr als kommunistisch betrachtet werden (z. B. PKK). Einige Vereinigungen werden international als terroristisch eingestuft, einige sind oder waren verbotene Untergrundorganisationen.
Die häufige Doppelbenennung Partei/-Front weist auf zumindest theoretisch in politischen und bewaffneten Arm zweigeteilte Gruppen hin. Manche Gruppen unterhielten oder unterhalten militante Schwesterorganisationen anderen Namens, die hier nicht gesondert aufgezählt werden.
| Türkischer oder Kurdischer Name                                     | Abkürzung       | Deutsche Übersetzung                                                            | Gründung                                                      | Auflösung                          |
| ------------------------------------------------------------------- | --------------- | ------------------------------------------------------------------------------- | ------------------------------------------------------------- | ---------------------------------- |
| 10 Eylül                                                            | -               | 10. September                                                                   | 1988 (aus TKP)                                                | 1996 (zu Ürün)                     |
| 16 Haziran Hareketi                                                 | -               | Bewegung 16. Juni                                                               | 1987 (aus VP)                                                 |                                    |
| Bolşevik Parti (Kuzey Kürdistan-Türkiye)                            | BP (KK-T)       | Bolschewistische Partei (Nordkurdistan-Türkei)                                  | 1981                                                          |                                    |
| Halkın Türkiye Komünist Partisi                                     | HTKP            | Kommunistische Volkspartei der Türkei                                           | 2014                                                          |                                    |
| Türkiye İhtilalci Komünistler Birliği                               | TİKB            | Union der revolutionären Kommunisten der Türkei                                 |                                                               |                                    |
| Türkiye Komünist Emek Partisi                                       | TKEP            | Kommunistische Arbeiterpartei der Türkei                                        | 1980 (aus THKO-MB)                                            |                                    |
| Türkiye Komünist Emek Partisi/Leninist                              | TKEP/L          | Kommunistische Arbeiterpartei der Türkei/Leninisten                             | 1990 (aus TKEP)                                               |                                    |
| Komünist Parti                                                      | KP              | Kommunistische Partei                                                           | 2014                                                          |                                    |
| Kürdistan Komünist Partisi                                          | KKP             | Kommunistische Partei Kurdistans                                                | 1982 (als Sektion der TKEP; eigenständig 1990)                |                                    |
| Türkiye (Resmi) Komünist Partisi                                    |                 | (Offizielle) Kommunistische Partei der Türkei                                   | 1920                                                          | 1921                               |
| Türkiye Komünist Partisi                                            | TKP             | Kommunistische Partei der Türkei                                                | 1920                                                          | 1988 (Teile zu TBKP und 10 Eylül)  |
| Türkiye Komünist Partisi                                            | TKP             | Kommunistische Partei der Türkei                                                | 2001 (Umbenennung aus SİP, vormals STP/Gelenek)               | 2014                               |
| Türkiye Komünist Fırkası                                            | TKF             |                                                                                 | 1920                                                          | ?                                  |
| Türkiye Komünist Partisi                                            |                 | Kommunistische Partei der Türkei                                                | 1978 (79?)                                                    |                                    |
| Türkiye Komünist Partisi-Devrimci Kanat                             | TKP-DK          | Kommunistische Partei der Türkei - Revolutionärer Flügel                        | ca. 1980                                                      | ca. 1980                           |
| Türkiye Komünist Partisi/Marksist-Leninist (Yeniden İnşa Örgütü)    | TKP/ML (YIÖ)    | Kommunistische Partei der Türkei/Marxisten-Leninisten (Neue Aufbauorganisation) | 1978 (aus TKP/ML-Hareketi)                                    | 1995 (zu MLKP)                     |
| Türkiye Komünist Partisi/Marksist-Leninist - Hareketi               | TKP/ML-Hareketi | Kommunistische Partei der Türkei/Marxisten-Leninisten - Bewegung                | 1976 (aus TKP/ML)                                             | 1994 (zu MLKP-K)                   |
| Komünist Devrim Hareketi/Leninist                                   | KDH/L           | Kommunistische Revolutionäre Bewegung/Leninisten                                | 1999 (aus KDH)                                                |                                    |
| Türkiye Komünist İşçi Partisi                                       | TKİP            | Kommunistische Arbeiterpartei der Türkei                                        | 1988 (aus TDKP), bis 1998 als EKİM                            |                                    |
| Türkiye Emekçi Partisi                                              | TEP             | Arbeitspartei der Türkei                                                        | 1975                                                          | Mitte der 1980er                   |
| Marksist Leninist Komünist Parti                                    | MLKP            | Marxistisch-Leninistische Kommunistische Partei                                 | 1994 (aus TKP/ML-Hareketi und TKIH)                           |                                    |
| Komünist Partisi - İnşa Örgütü                                      | KP-İÖ           | Kommunistische Partei - Aufbauorganisation                                      | 1995 (aus MLKP)                                               |                                    |
| Türkiye Halk Kurtuluş Ordusu - Türkiye Devriminin Yolu              | THKO-TDY        | Volksbefreiungsarmee der Türkei - Revolutionärer Pfad der Türkei                | 1975 (aus THKO)                                               | ?                                  |
| Devrimci Komünist Partisi                                           | DKP             | Revolutionäre Kommunistische Partei                                             | 1989 (aus TKP/B)                                              | 1991 (zu TDP)                      |
| Türkiye Devrimci Komünist Partisi                                   | TDKP            | Revolutionäre Kommunistische Partei der Türkei                                  | 1976 (aus THKO-MB, vor 1978 THKO-HK, vor 1980 TDKP-IÖ)        |                                    |
| Türkiye Devrimci Komünist Partisi-Sosyalist Birlik                  | TDKP-SB         | Revolutionäre Kommunistische Partei der Türkei - Sozialistische Einheit         | 1987 (aus TDKP)                                               | ?                                  |
| Türkiye Devrimci Komünist İşçi Hareketi                             | TDKİH           | Revolutionäre Kommunistische Arbeiterbewegung der Türkei                        | 1989 (aus TDKP)                                               | 1991 (in TKİH)                     |
| Türkiye Komünist İşçi Hareketi                                      | TKİH            | Kommunistische Arbeiterbewegung der Türkei                                      | 1984                                                          | 1994 (zu MLKP-K)                   |
| Devrimci Halk Kurtuluş Partisi/Cephesi                              | DHKP/C          | Revolutionäre Volksbefreiungspartei/-front                                      | 1993 (aus Dev Sol)                                            |                                    |
| Türkiye Halk Kurtuluş Partisi-Cephesi                               | THKP/C          | Volksbefreiungspartei/-front der Türkei                                         | 1993 (aus Dev Sol)                                            |                                    |
| Türkiye Halk Kurtuluş Partisi-Cephesi                               | THKP/C          | Volksbefreiungspartei/-front der Türkei                                         | 1971 (aus Dev-Genç)                                           | nach 1972                          |
| Türkiye Halk Kurtuluş Partisi-Cephesi/Devrimci Koordinasyon Birliği | THKP-C/DKB      | Volksbefreiungspartei/-front der Türkei - Revolutionäre Koordination            | 1979                                                          | Um 1980                            |
| Türkiye Halk Kurtuluş Partisi-Cephesi/Halkın Devrimci Öncüleri      | THKP C/HDÖ      | Volksbefreiungspartei/-front der Türkei - Revolutionäre Vorhut des Volkes       | ?                                                             |                                    |
| Devrimci Halk Partisi                                               | DHP             | Revolutionäre Volkspartei                                                       | 1994                                                          |                                    |
| Türkiye İhtilâlci İşçi Köylü Partisi                                | TİİKP           | Revolutionäre Arbeiter- und Bauernpartei der Türkei                             | 1969 (aus Proleter Devrimci Aydınlık/Abspaltung von Dev-Genç) | 1977 (in TİKP)                     |
| Türkiye İşçi Köylü Partisi                                          | TİKP            | Arbeiter- und Bauernpartei der Türkei                                           | 1978 (aus TİİKP)                                              | 1981 (zu SP)                       |
| Sosyalist Parti                                                     | SP              | Sozialistische Partei                                                           | 1988 (aus TİKP)                                               | 1992 (zu İP)                       |
| İşçi Partisi                                                        | İP              | Arbeiterpartei                                                                  | 1992 (aus SP)                                                 | 2015 (Umbenennung)                 |
| Türkiye Komünist Partisi/Marksist-Leninist                          | TKP/ML          | Kommunistische Partei der Türkei/Marxisten-Leninisten                           | 1972 (aus TİİKP)                                              |                                    |
| Maoist Komünist Partisi                                             | MKP             | Maoistische Kommunistische Partei                                               | 1994 (aus TKP/ML; bis 2002 DABK)                              |                                    |
| Türkiye Devrimci Gençlik Federasyonu                                | Dev-Genç        | Föderation der Revolutionären Jugend der Türkei                                 | 1965                                                          | 1971 verboten                      |
| Devrimci Sol                                                        | Dev Sol         | Revolutionäre Linke                                                             | 1978 (aus Dev Yol)                                            | 1993 (in DHKP/C und Yağans THKP/C) |
| Devrimci Yol                                                        | Dev Yol         | Revolutionärer Weg                                                              | 1977 (aus Dev-Genç)                                           |                                    |
| Yekîtîya Komunîstên Kurdistan                                       | YKK             | Kommunistische Union Kurdistans                                                 | 1986 (aus TKP/B)                                              | frühe 1990er                       |
| Türkiye Komünist Partisi/Birlik                                     | TKP/B           | Kommunistische Partei der Türkei/Einheit                                        |                                                               | 1989 (zu DKP)                      |
| Türkiye Birleşik Komünist Partisi                                   | TBKP            | Vereinigte Kommunistische Partei der Türkei                                     | 1988 (aus TKP und TİP)                                        | 1991 verboten (Teile zu SBP)       |
| Türkiye İşçi Partisi                                                | TİP             | Arbeiterpartei der Türkei                                                       | 1961                                                          | 1988 (zu TBKP)                     |
| Partiya Karkerên Kurdistan                                          | PKK             | Arbeiterpartei Kurdistans                                                       | 1978 (aus Dev-Genç bzw. Kürdistan Devrimcileri)               |                                    |